# Lampre-Merida/2014

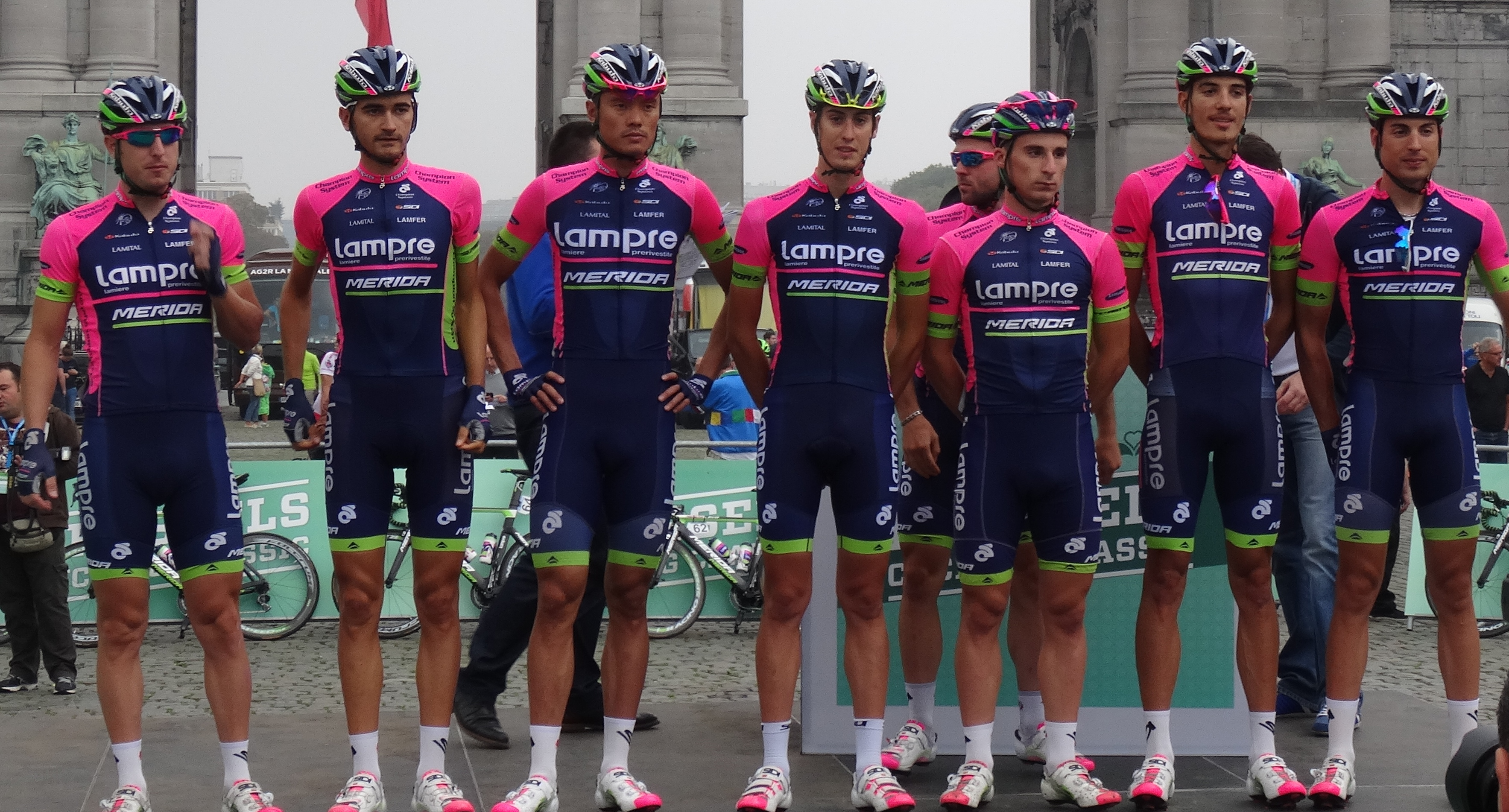
Ploegvoorstelling Brussels Cycling Classic 2014

Deze pagina geeft een overzicht van de Lampre-Merida wielerploeg in  2014. De belangrijkste nieuwe overkomst was die van de Portugees Rui Costa die bovendien na zijn contract getekend te hebben de regenboogtrui op de weg veroverde.

## Algemeen
Algemeen manager: Brent Copeland
Ploegleiders: Orlando Maini, Simone Pedrazzini, Bruno Vicino
Fietsmerk: Merida
Kleding: Champion System
Kopman: Rui Costa

## Renners
| Naam                       | Geboortedatum | Nationaliteit    | Ploeg 2013                       |
| -------------------------- | ------------- | ---------------- | -------------------------------- |
| Winner Anacona             | 11-08-1988    | Colombia         |                                  |
| Niccolo Bonifazio          | 29-10-1993    | Italië           | Neo                              |
| Matteo Bono                | 11-11-1983    | Italië           |                                  |
| Mattia Cattaneo            | 25-10-1990    | Italië           |                                  |
| Davide Cimolai             | 13-08-1989    | Italië           |                                  |
| Valerio Conti              | 30-03-1993    | Italië           | Neo                              |
| Rui Costa                  | 05-10-1986    | Portugal         | Team Movistar                    |
| Damiano Cunego             | 19-09-1982    | Italië           |                                  |
| Luca Dodi                  | 26-05-1987    | Italië           |                                  |
| Kristijan Đurasek          | 26-07-1987    | Kroatië          |                                  |
| Elia Favilli               | 31-01-1989    | Italië           |                                  |
| Roberto Ferrari            | 09-03-1983    | Italië           |                                  |
| Chris Horner (vanaf 30/01) | 23-10-1971    | Verenigde Staten | RadioShack-Leopard               |
| Sacha Modolo               | 19-06-1987    | Italië           | Bardiani Valvole-CSF Inox        |
| Manuele Mori               | 09-08-1980    | Italië           |                                  |
| Przemysław Niemiec         | 11-04-1980    | Polen            |                                  |
| Nélson Oliveira            | 06-03-1989    | Portugal         | RadioShack-Leopard               |
| Andrea Palini              | 16-06-1989    | Italië           |                                  |
| Jan Polanc                 | 06-10-1992    | Slovenië         |                                  |
| Filippo Pozzato            | 10-09-1981    | Italië           |                                  |
| Maximiliano Richeze        | 07-03-1983    | Argentinië       |                                  |
| José Serpa                 | 17-04-1979    | Colombia         |                                  |
| Diego Ulissi               | 15-07-1989    | Italië           |                                  |
| Rafael Valls               | 25-06-1987    | Spanje           | Vacansoleil-DCM                  |
| Luca Wackermann            | 13-03-1992    | Italië           |                                  |
| Xu Gang                    | 28-01-1984    | China            | Champion System Pro Cycling Team |
| Stagiairs                  |               |                  |                                  |
| Ilia Kosjevoj              | 20-03-1991    | Wit-Rusland      |                                  |
| Andrea Vaccher             | 21-12-1988    | Italië           | Marchiol Emisfero                |

### Vertrokken
| Naam                | Team 2014              |
| ------------------- | ---------------------- |
| Massimo Graziato    | Onbekend               |
| Matthew Lloyd       | Jelly Belly p/b Maxxis |
| Adriano Malori      | Team Movistar          |
| Daniele Pietropolli | Onbekend               |
| Michele Scarponi    | Astana                 |
| Simone Stortoni     | Onbekend               |
| Miguel Ubeto        | Onbekend               |
| Davide Viganò       | Caja Rural-Seguros RGA |

## Overwinningen
Tour Down Under
2e etappe: Diego Ulissi
Ronde van San Luis
7e etappe: Sacha Modolo
Challenge Mallorca
Trofeo Palma: Sacha Modolo
Trofeo Ses Salines: Sacha Modolo
Ronde van de Algarve
1e etappe: Sacha Modolo
Puntenklassement: Rui Costa
Ploegenklassement
Trofeo Laigueglia
Winnaar: José Serpa
GP Città di Camaiore
Winnaar: Diego Ulissi
Driedaagse van De Panne-Koksijde
2e etappe: Sacha Modolo
3e etappe (A): Sacha Modolo
Puntenklassement: Sacha Modolo
Ronde van Italië
5e etappe: Diego Ulissi
8e etappe: Diego Ulissi
Ronde van Japan
6e etappe: Niccolò Bonifazio
Ronde van Zwitserland
5e etappe: Sacha Modolo
9e etappe: Rui Costa
Eindklassement: Rui Costa
Portugees kampioenschap
Tijdrit: Nélson Oliveira
Wegrit: Nélson Oliveira
Ronde van Spanje
9e etappe: Winner Anacona
15e etappe: Przemysław Niemiec
Coppa Agostoni
Winnaar: Niccolò Bonifazio
GP Beghelli
Winnaar: Valerio Conti
Ronde van Peking
5e etappe: Sacha Modolo
Ronde van Hainan
2e etappe: Niccolò Bonifazio
5e etappe: Andrea Palini
6e etappe: Niccolò Bonifazio
8e etappe: Niccolò Bonifazio
Mannen:1991 · 1992 · 1993 · 1994 · 1995 · 1996 · 1997-1998 · 1999 · 2000 · 2001 · 2002 · 2003 · 2004 · 2005 · 2006 · 2007 · 2008 · 2009 · 2010 · 2011 · 2012 · 2013 · 2014 · 2015 · 2016 · 2017 · 2018 · 2019 · 2020 · 2021 · 2022 · 2023 · 2024 · 2025
Vrouwen:2022 · 2023 · 2024 · 2025
AG2R-La Mondiale · Astana · Belkin Pro Cycling · BMC Racing Team · Cannondale Pro Cycling Team · Team Europcar · FDJ · Garmin Sharp · Giant-Shimano · Katjoesja · Lampre-Merida · Lotto-Belisol · Team Movistar · Omega Pharma-Quick-Step · Orica-GreenEdge · Team Sky · Tinkoff-Saxo · Trek Factory Racing